# STS-106
STS-106 (englisch Space Transportation System) ist die Missionsbezeichnung für einen Flug des US-amerikanischen Space Shuttles Atlantis (OV-104) der NASA. Der Start erfolgte am 8. September 2000. Es war die 99. Space-Shuttle-Mission, der 22. Flug der Raumfähre Atlantis und der vierte Flug eines Shuttles zur Internationalen Raumstation (ISS).

## Mannschaft
- Terrence Wilcutt (4. Raumflug), Kommandant
- Scott Altman (2. Raumflug), Pilot
- Daniel Burbank (1. Raumflug), Missionsspezialist
- Edward Lu (2. Raumflug), Missionsspezialist
- Juri Malentschenko (2. Raumflug), Missionsspezialist (Roskosmos/ Russland)
- Richard Mastracchio (1. Raumflug), Missionsspezialist
- Boris Morukow (1. Raumflug), Missionsspezialist (Roskosmos/ Russland)

## Missionsbeschreibung
Die Atlantis koppelte am zweiten Flugtag an die Internationale Raumstation an. Hauptaufgaben waren der Transport von Versorgungsgütern, die Vorbereitung der Station auf die Ankunft der 1. Stammbesatzung und Montagearbeiten außerhalb der Station. Am 11. September stiegen Lu und Malentschenko für 6 Stunden und 14 Minuten aus, um einen ca. 2 Meter langen Ausleger mit einem Magnetometer zu montieren und mehrere Kabel zwischen dem Modul Sarja und dem neuen Modul Swesda zu verlegen. Das Magnetometer gehört zu einem Navigationssystem, mit dem die Lage der Station im Raum anhand der Richtung und Stärke des Erdmagnetfeldes bestimmt werden kann. Von den insgesamt 9 Kabeln dienen 4 der Energieversorgung, 2 gehören zu einem stationsweiten Videosystem, 2 sind Datenleitungen zur Steuerung der Solarzellen von Sarja über die Orientierungssysteme von Swesda. Ein Glasfaserkabel verbessert in Zukunft die Kommunikation bei Ausstiegsmanövern.
Nach dem Öffnen der 12 Luken wurde zunächst die Qualität der Luft im neuen Modul Swesda überprüft. Zu den insgesamt rund 3 Tonnen Material, die aus einem Doppel-Spacehab-Modul in der Ladebucht der Atlantis und aus dem angedockten Transportraumschiff Progress M1-3 entladen wurden, gehörten Nahrungsmittel, Bekleidung, 6 gefüllte Wasserbehälter, medizinische Ausrüstung, ein Amateurfunkgerät für das ARISS-Projekt, Computer nebst Zubehör und persönliche Artikel der ersten Stammbesatzung. Außerdem wurden zwei Raumanzüge vom Typ „Orlan“ in der Ausstiegsschleuse installiert, drei zusätzliche Batterien mit Ladekontrollgeräten, Spannungs- und Stromstabilisatoren in Swesda montiert, zwei ältere Batterien in Sarja ausgetauscht und Konverter zum Energieaustausch zwischen amerikanischen und russischen Systemen eingebaut. Demontiert und zur Erde zurückgebracht wurde das Annäherungs- und Kopplungssystem Toru im hinteren Teil von Sarja. Zu den Montagearbeiten der Crew gehörte auch die Installation einer Toilette, eines Sauerstoffgenerators vom Typ Elektron, bei dem auf elektrolytischem Wege Sauerstoff aus Wasser gewonnen wird, eines Kohlendioxidfilters und eines Laufbandes. Dieses ist auf einer speziellen Plattform montiert, die von der Außenwand der Station weitgehend isoliert ist. Dadurch sollen sich die beim Training der Raumfahrer entstehenden Bewegungen nicht auf die gesamte Station übertragen und somit empfindliche Experimente stören können. Des Weiteren wurden Ladestationen für angedockte Raumschiffe in Swesda installiert, Feuerlöscher und Schutzmasken für Notfälle betriebsbereit gemacht und Arbeiten am Ventilationssystem ausgeführt. Der Geräuschpegel war nach diesen Arbeiten nach Aussage der Crew nicht höher als im Shuttle. Nach knapp 8 Tagen koppelte die Atlantis von der Station ab und umrundete diese mehrfach. Dabei wurden mit Hand- und Videokameras Bilder der ISS gemacht, um die Fortschritte beim Auf- und Ausbau zu dokumentieren. Während des gemeinsamen Fluges wurde die Bahn der Station in 4 Antriebsperioden um etwa 22,5 Kilometer angehoben.
Im Shuttle flogen mehrere Experimente mit, die weitgehend automatisch abliefen. Dazu gehörten Untersuchungen zum Einfluss der Schwerelosigkeit auf die Entwicklung des Nervensystems von Fruchtfliegen sowie zu Veränderungen des Erbgutes von Nierenzellen und der Bildung von Nierengewebe (Commercial Generic Bioprocessing Apparatus), Experimente von Schülern und Studenten verschiedener amerikanischer Schulen in Spezialbehältern (Getaway Special 782 und Space Experiment Module 8), die Erprobung eines aus kleinen, autonomen Einheiten bestehenden Mess- und Aufzeichnungssystems, das seine Daten drahtlos an eine Zentrale übermittelt (HTD 1403 Micro Wireless Instrumentation System) und die Demonstration der Funktionsfähigkeit eines neuen, preiswerten Systems zur Gewinnung großer und reiner Proteinkristalle (Protein Crystal Growth Enhanced Gaseaus Nitrogen Devar). Dabei werden Materialproben auf der Erde schockgefroren und in einem Gefäß mit flüssigem Stickstoff untergebracht. Im Weltraum siedet und verdampft der Stickstoff dann langsam und gibt damit die Kristallisation der Proben frei. Diese geschieht sehr langsam, wodurch extrem große Proteinkristalle entstehen. Proteine spielen bei allen Lebensprozessen im menschlichen Körper eine große Rolle. Große Kristalle lassen sich durch Röntgenstrahlung gut untersuchen und ihr Aufbau feststellen.
Weitere Routineexperimente betrafen die Navigation mit Hilfe des Global Positioning Systems, die Reaktivierung ruhender Viren in der Schwerelosigkeit, die Funktion des Immunsystems und die Untersuchung von Gleichgewichtsstörungen und der Wiederanpassung an die Schwerkraft nach dem Raumflug. Die Atlantis landete bei Nacht auf dem Gelände der NASA in Florida.